# Gustavo Méndez
Gustavo Emilio Méndez Techera (* 3. Februar 1971 in Montevideo) ist ein ehemaliger uruguayischer Fußballspieler, der während seiner aktiven Laufbahn für Nacional Montevideo, Vicenza Calcio und Torino Calcio sowie für die uruguayische Fußballnationalmannschaft auflief.

## Karriere

### Verein
Gustavo Méndez begann seine Karriere im Jahr 1990 in seiner Heimatstadt bei Nacional Montevideo, für dessen Mannschaft er fünf Jahre in der uruguayischen Liga auflief. Mit der uruguayischen Meisterschaft des Jahres 1992 mit Nacional gewann er seinen ersten Titel. Kurz darauf wurde der damalige italienische Erstligist Vicenza Calcio auf den Verteidiger aufmerksam und nahm ihn unter Vertrag. In seiner ersten Spielzeit mit Vicenza erreichte er den neunten Rang in der Serie A und im Folgejahr konnte der nationale Pokalwettbewerb, die Coppa Italia, errungen werden. Die folgenden zwei Jahre mit Vicenza verliefen weniger erfolgreich.
In der Saison 1997/98 gelang der Klassenerhalt mit nur einem Punkt Vorsprung auf den Absteiger Brescia Calcio, im Folgejahr musste jedoch als Zweitletzter der Gang in die Serie B angetreten werden. Mendéz verließ daraufhin den Verein und schloss sich Torino Calcio an. In der Saison 1999/2000 stieg der Verteidiger auch mit Torino in die zweithöchste Spielklasse ab, ein Jahr später wurde der direkte Wiederaufstieg errungen. Im Jahr 2002 kehrte der Uruguayer in seine Heimat zurück und unterschrieb bei Nacional Montevideo, dem er bereits zu Beginn seiner Laufbahn angehört hatte. Mit der Mannschaft gewann er in den Jahren 2002 und 2005 noch zwei Mal die Meisterschaft, bevor er seine aktive Karriere beendete.

### Nationalmannschaft
Im Jahr 1993 erhielt Mendéz die ersten Aufgebote in die Nationalmannschaft und debütierte schließlich am 29. August 1993 im WM-Qualifikationsspiel gegen Venezuela für die uruguayische Auswahl. Der Abwehrspieler verpasste nach einer Niederlage in der letzten Partie der Qualifikation gegen Brasilien mit Uruguay die Teilnahme an der Fußball-Weltmeisterschaft 1994. Ein Jahr später nahm er mit Uruguay an der Copa América teil und gewann nach dem Finalsieg über Brasilien überraschend den Wettbewerb im Elfmeterschießen. In der Folgezeit lief er in vier Partien im Jahr 1997 beim Konföderationen-Pokal auf und erreichte mit der Auswahl den vierten Rang. Mit der uruguayischen Nationalmannschaft hatte er sich auch für die Endrunde der Fußball-Weltmeisterschaft 1998 nicht qualifizieren können. Für die folgende Fußball-Weltmeisterschaft 2002 gelang es vor dem punktgleichen Kolumbien die Qualifikation für die Endrunde sicherzustellen. Der Verteidiger wurde beim ersten Gruppenspiel gegen Dänemark eingesetzt, konnte dabei die 1:2-Niederlage nicht verhindern und schied als Gruppendritter mit zwei Punkten aus dem Turnier aus. Dieser Einsatz, datierend vom 1. Juni 2002, war auch gleichzeitig das letzte seiner 46 Länderspiele. Ein Tor erzielte er im Laufe seiner Nationalmannschaftskarriere nicht.